# Sidi Ghaneme
Sidi Ghaneme  (in arabo سيدي غانم‎?) è un centro abitato e comune rurale del Marocco situato nella provincia di Essaouira, regione di Marrakech-Safi. Conta una popolazione di 4 718 abitanti (censimento 2014).